# Micky Evans
Michael Evans (sinh ngày 3 tháng 8 năm 1946 ở West Bromwich) là một cựu cầu thủ bóng đá người Anh thi đấu ở vị trí hậu vệ ở Football League cho Walsall, Swansea City và Crewe Alexandra. Sau đó ông thi đấu cho nhiều câu lạc bộ non-league bao gồm Worcester City, Stourbridge, Stafford Rangers, Halesowen Town và Rushall Olympic, và làm trinh sát cho nhiều câu lạc bộ ở Midlands.